# توماش ویشچیسکی
توماش ویشچیسکی (لهستانی: Tomasz Wieszczycki؛ زادهٔ ۲۱ دسامبر ۱۹۷۱) بازیکن فوتبال اهل لهستان است.
از باشگاه‌هایی که در آن بازی کرده‌است می‌توان به باشگاه فوتبال لو آور، باشگاه فوتبال لگیا ورشو، و باشگاه فوتبال پولونیا ورشو اشاره کرد.
وی همچنین در تیم ملی فوتبال لهستان بازی کرده‌است.
وی در مسابقات کشوری و بین‌المللی در مجموع برندهٔ ۱ مدال نقره شده‌است.